# Schönenbuch
Schönenbuch je obec ve švýcarském kantonu Basilej-venkov. Žije zde přibližně 1 400 obyvatel.

## Geografie
Schönenbuch se nachází v oblasti zvané Sundgau v nadmořské výšce 355 metrů a je rozlohou druhou nejmenší obcí kantonu Basilej-venkov. Obec je ze tří stran obklopena Francií (obce Neuwiller a Hagenthal-le-Bas). Pouze na severovýchodě sousedí se švýcarskou obcí Allschwil. Rozloha obce je 136 ha, z toho 71 % tvoří zemědělská půda, 27 % zastavěná plocha a 2 % lesy.

## Historie
První zmínka o Schönenbuchu pochází z roku 1315 pod názvem Schoenenbuoch. Alamanská vesnice byla pojmenována podle nedalekého bukového háje. Ve středověku patřil basilejskému klášteru svaté Kláry statek v Schönenbuchu, který několikrát změnil majitele a v 17. století připadl panství Solothurn. Protože Schönenbuch vždy patřil pod svrchovanost basilejského knížete-biskupa, sdílel osud knížecího biskupského panství Birseck: v roce 1792 byl krátce součástí Rauracké republiky, od roku 1793 Francie, od roku 1815 kantonu Basilej a od roku 1832/33 je součástí kantonu Basilej-venkov. Schönenbuch byl do roku 1781 připojen k Hagenthalu a od roku 1781 k Allschwilu a měl kapli. Vlastní kostel obec dostala v roce 1825 a vlastního kněze v roce 1837. Samostatnou farností se Schönenbuch stal v roce 1862. Díky blízkosti města Basileje se Schönenbuch od roku 1945 vyvinul ze zemědělské vesnice v oblíbenou rezidenční obec.

## Obyvatelstvo
| Rok            | 1850 | 1880 | 1900 | 1930 | 1950 | 1970 | 1980 | 1990 | 2000 |
| Počet obyvatel | 218  | 257  | 255  | 280  | 298  | 453  | 754  | 1002 | 1245 |

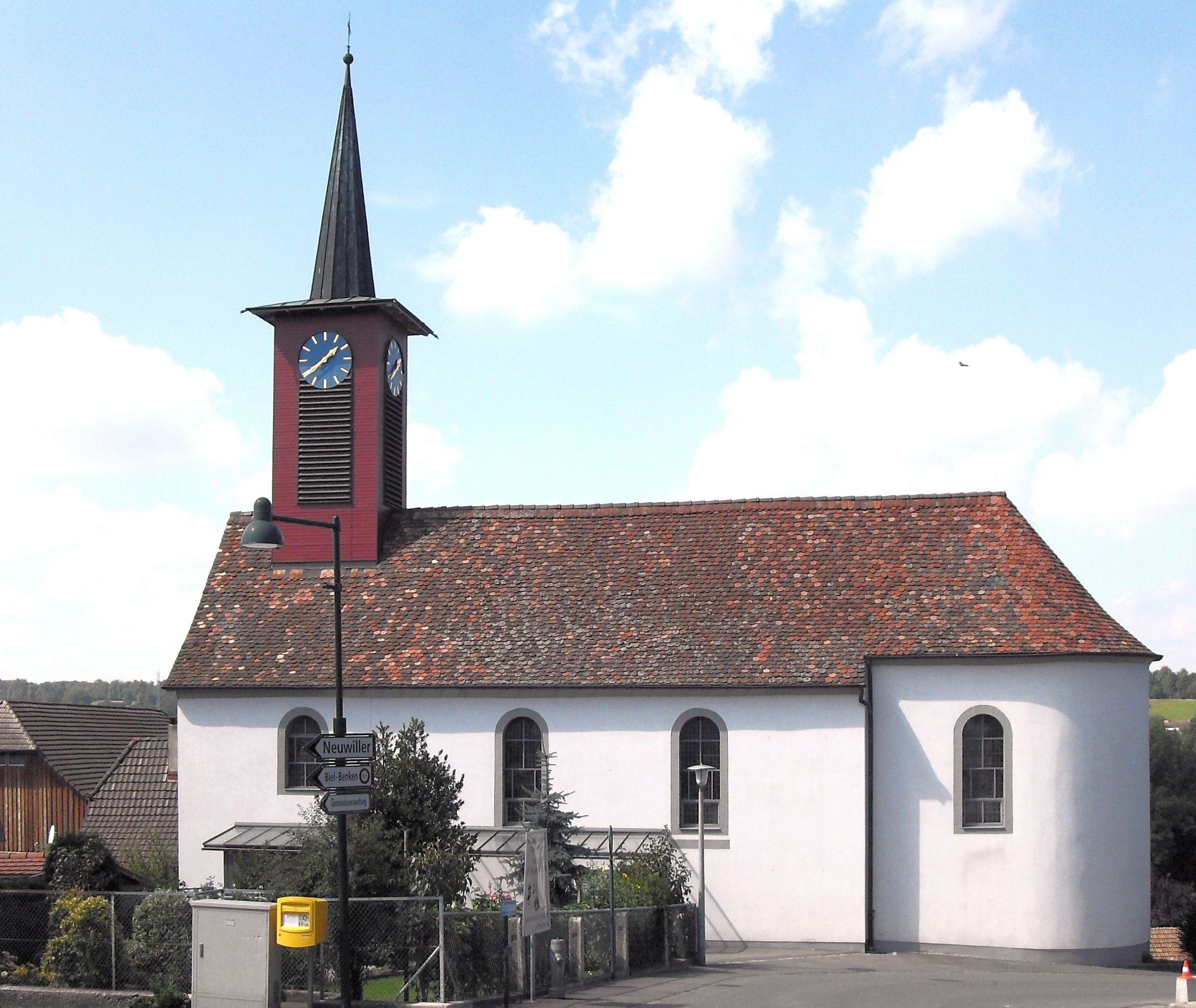
Kostel

39 % obyvatel je římskokatolického vyznání, 32 % reformovaného. Většina obyvatel (k roku 2000) hovoří německy (1 178, tj. 94,6 %), druhá nejčastější je francouzština (22, tj. 1,8 %) a třetí angličtina (17, tj. 1,4 %).

## Hospodářství

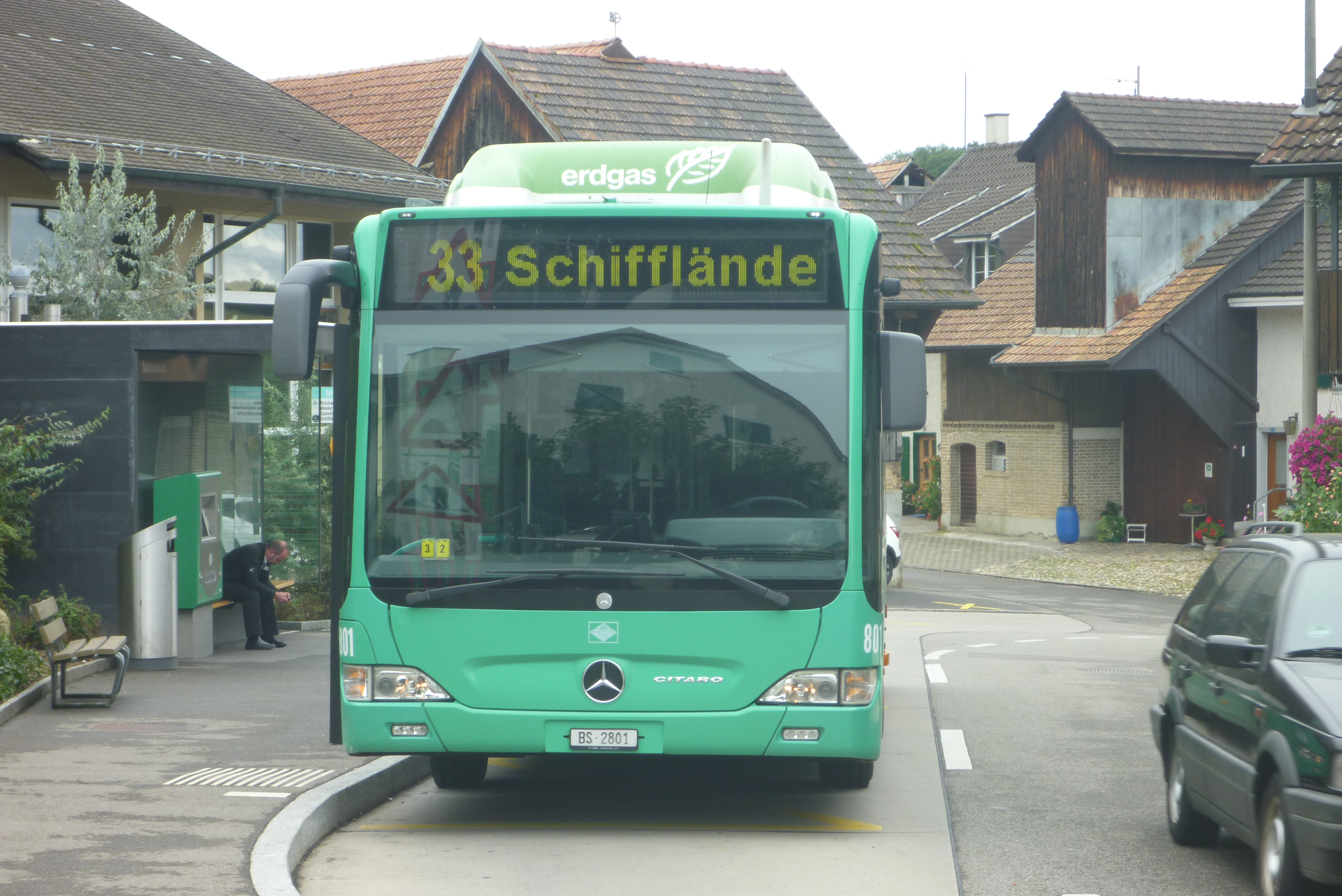
Autobus MHD v obci

V obci je stále z velké části zemědělská. Zemědělci ze Schönenbuchu obdělávají velkou část svých polí na alsaské půdě a ovoce s příslušným povolením (bezcelní propustka) převážejí přes hranice do Švýcarska. Největším zaměstnavatelem v obci je logistická společnost Dima Service AG.

## Doprava
Schönenbuch je spojen s městem Basilej přes Allschwil autobusovou linkou 33 basilejského dopravního podniku Basler Verkehrs-Betriebe (BVB). Regionální silnice vedou z obce do Allschwilu a do Neuwilleru ve Francii.